# Tubeufia cerea
Tubeufia cerea är en svampart som först beskrevs av Berk. & M.A. Curtis, och fick sitt nu gällande namn av Franz Xaver von Höhnel 1919. Tubeufia cerea ingår i släktet Tubeufia och familjen Tubeufiaceae.  Arten är reproducerande i Sverige. Inga underarter finns listade i Catalogue of Life.